# Очільники Олександрії

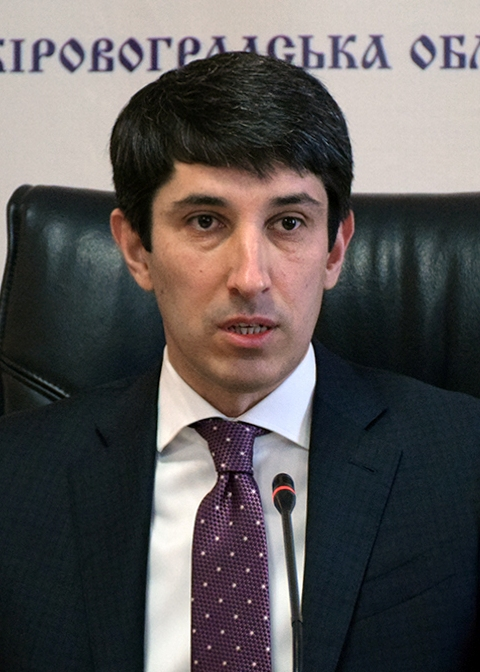
Сергій Кузьменко — міський голова Олександрії з 4 грудня 2020 року.

Очільники Олександрії — особи, що очолювали фактичні чи номінальні органи влади у місті Олександрії, перебуваючи на своїх посадах завдяки виборам або призначенню.

## ПеріодРосійської імперії

### Городничі
- 1784—1785 — колезький асесор Патрін Микола Степанович (пом. бл. 1818)[1]
- 1785—1789 — надвірний радник Ластухін Іван Михайлович (1730—1793)[1]
- 1789—1792 — прем'єр-майор фон Ессен Іван Федорович[1]
- 1792—1795 — секунд-майор Мірбах Федір Григорович (призначення відбулося 26 червня 1789)[1]
- з 1795 — обер-провіантмейстер Бржеський Осип Григорович[1]
- на 1802 — губернський секретар Шуляковський Ігнатій (поліцмейстер)[2]
- на 1805—1806 рр. — колезький асесор Осинський Григорій Семенович (поліцмейстер)[3][4][5]
- 1808—1820 — майор, згодом надвірний радник[6] Данилович Григорій Юхимович (Даниленков, Данилевич)[7][8][9][10][11][12][13][14]
- на 1821 — в. о. колезький секретар Кантаржа Григорій Юрійович[15]
- на 1826—1837 рр. — майор Корецький Яким (Акім) Степанович, ордена св. Анни 4 ст. кавалер[16][17][18][19]
- на 1839 — Ржецький Вікентій Михайлович[20]

### Предводителі дворянства
- 1785—1787 — Чорба Федір Арсенійович, генерал-поручник.
- 1788—1790 — Чеботаєв Матвій Іванович, підполковник.
- 1792—1795 — Чорба Петро Федорович, секунд-майор.
- 1807—1809 — Чорба Петро Федорович, надвірний радник.
- 1810 — Пиварович Іван Михайлович, майор.
- 1811—1815 — Фургман Захар, майор.
- 1826—1827 — Канівольський Дмитро Андрійович, майор.
- 1828—1831 — Коншин Афанасій Михайлович, полковник.
- 1832—1833 — Пустельников Михайло Дмитрович, підполковник.
- 1834—1838 — Касінов Михайло Васильович, штабскапітан.
- 1839—1845 — Агеєв Михайло Петрович, штабскапітан.
- 1846—1850 — Канівальський Михайло Дмитрович, полковник.
- 1851 — Протопопов Микола Олексійович, підполковник.
- 1852—1853 — Аврамов Пров Олександрович, поручник.
- 1854—1868 — Буцький Єгор Петрович, капітан-лейтенант.
- 1869—1874 — Байдак Дмитро Олександрович, поручник.
- 1875—1881 — Зерваницький Микола Іванович, титулярний радник, з 1877 колезький асесор, з 1879 надвірний радник.
- 18 грудня 1881[21] — грудень 1906 — Кефала Михайло Олександрович, до 1887 в.о., з 1888 колезький асесор, з 1894 статський радник, з 1896 дійсний статський радник.
- 29 грудня 1906[22]—1916 — Гнат Іванович Мазуркевич, відставний генерал-майор.

### В ратуші
- на 1866 — секретар титулярний радник Фетисов Іван Іванович[24]

### Міські голови післяреформи 1870р.

Міська управа на 1903 рік

- до 1874 —1879 — Анисимов Андрій Кузьмич (міський голова, купець)
- 1879 —1902 — Паученко Іван Тимофійович (міський голова, купець)
- 1902 — 1908— Торчинський Василь Микитович (міський голова, купець)
- 27 березня 1908 — 1913 — Сокальський Григорій Григорович (міський голова, земський лікар, статський радник, помер на посаді)
- на 1914 — т.в.о. Хіхлін-Мальський Костянтин Васильович (член міської управи, заступник голови, міщанин)[25]

## ДобаУкраїнської революції 1917—1921рр.
- 1917 —1918 (1919?)(до встановлення радянської влади) — Чижевський Іван Костянтинович (батько Дмитра Чижевського)

## Радянськийперіод
До німецько-радянської війни та одразу після неї в Олександрії та Олександрійському районі працювали лише районні органи самоврядування.

### Період німецької окупації
- 1941–1943 — Герцен Петро Петрович (голова Олександрійської міської управи Райхскомісаріату Україна).
- 1941–1943 — Максимов (бургомістр міста Олександрії Рейхскомісаріату Україна).[26]

### Повернення комуністичної влади
- 1943–1953 — Срібний Василь Григорович (перший секретар Олександрійського районного комітету Комуністичної партії (більшовиків) України).

До червня 1946 року міська влада існувала номінально, всі рішення ухвалював районний комітет компартії та райвиконком. Остаточно міська влада була оформлена після першої міської партійної конференції 14-15 грудня 1946 р., на якій були обрані перший секретар міськкому компартії та голова міськвиконкому.

### Головивиконавчого комітетуміської ради

«Білий дім», збудований у 1970-тих роках, будинок міської ради, виконкому, міського голови

- 15 грудня 1946[27]–1953 — Луценко Никифір Харитонович (голова виконкому, перший секретар Олександрійського міського комітету Комуністичної партії України)
- 1953–1962 — Харитонов Володимир Іванович (голова виконкому Олександрійської міської ради депутатів трудящих)
- 1962–1963 — Гриценко Пилип Юхимович (обіймав посаду секретаря, голови виконкому, першого секретаря Олександрійського міського комітету Комуністичної партії України)
- 1963–1967 — Харитонов Володимир Іванович (голова виконкому Олександрійської міської ради депутатів трудящих)
- 1967–1971 — Найдьонов Володимир Пилипович (голова виконкому Олександрійської міської ради депутатів трудящих)

- 1971 —1974 — Дробот Іван Васильович (голова виконкому Олександрійської міської ради депутатів трудящих; пізніше перший секретар Олександрійського міського комітету Комуністичної партії України)
- 1974 —1975 — Урицький Ігор Миколайович (голова виконкому Олександрійської міської ради депутатів трудящих)
- 1975 —1979 — Меньшиков Борис Петрович (голова виконкому Олександрійської міської ради депутатів трудящих)
- грудень 1979 — грудень 1981 — Саєнко Віктор Митрофанович (голова виконкому Олександрійської міської ради народних депутатів)[28]
- 1981 —1986 — Скляр Павло Іванович (голова виконкому Олександрійської міської ради народних депутатів; пізніше перший секретар Олександрійського міського комітету Комуністичної партії України)
- 1986 —1989 — Замікула Сергій Олександрович (голова виконкому Олександрійської міської ради народних депутатів)
- 1989 —1990 — Чорний Борис Артемович (голова виконкому Олександрійської міської ради народних депутатів)
- 1990 —1991 — Бовдур Вадим Васильович (голова виконкому Олександрійської міської ради народних депутатів)
- 1990 — липень 1994 — Скічко Олексій Омелянович (голова Олександрійської міської ради народних депутатів, голова виконкому)

### Перші секретарі міського комітетуКомуністичної партії
- 15 грудня 1946 — Кульбашний Макар Кузьмич[27]
- 1953 — квітень 1963 — Луценко Никифір Харитонович (був головою виконкому Олександрійської міської ради депутатів трудящих)
- 1963 —1974 — Гриценко Пилип Юхимович (був головою виконкому Олександрійської міської ради депутатів трудящих)
- 1974 —1975 — Дробот Іван Васильович (був головою виконкому Олександрійської міської ради депутатів трудящих)
- 1975 —1979 — Урицький Ігор Миколайович (був головою виконкому Олександрійської міської ради депутатів трудящих)
- 1979 —1984 — Мяснянкін Володимир Іванович (був головою виконкому Олександрійської міської ради народних депутатів)
- ? — 1990 — Скічко Олексій Омелянович (був головою Олександрійської міської ради народних депутатів)
- 1990 —1991 — Скляр Павло Іванович (також був головою виконкому Олександрійської міської ради народних депутатів)

## Незалежна Україна

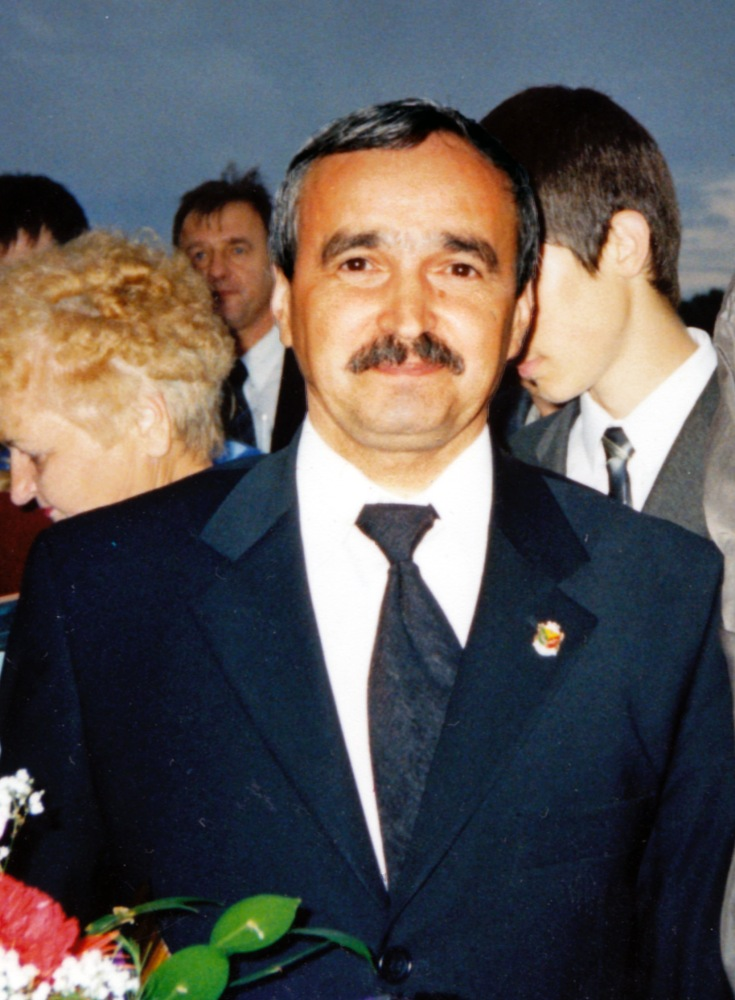
Степан Цапюк, 2004 р.

- 1990 — липень 1994 — Скічко Олексій Омелянович (голова Олександрійської міської ради народних депутатів, голова виконкому)
- липень 1994 — квітень 1998 — Моцний Василь Кузьмович (голова Олександрійської міської ради народних депутатів)
- квітень 1998 — 2006 — Цапюк Степан Кирилович (міський голова)
- 2006 — 2010 — Скічко Олексій Омелянович (міський голова)
- Листопад 2010 — 4 грудня 2020 —Цапюк Степан Кирилович (міський голова)
- З 4 грудня 2020 — Кузьменко Сергій Анатолійович (міський голова)